# Bělčice
Bělčice (en allemand : Bielschitz ou Bieltschitz) est une ville du district de Strakonice, dans la région de Bohême-du-Sud, en République tchèque. Sa population s'élevait à 986 habitants en 2020.

## Géographie
Bělčice se trouve à 9 km au nord de Blatná, à 28 km au nord de Strakonice, à 74 km au nord-ouest de České Budějovice et à 76 km au sud-ouest de Prague.
La commune est limitée par Hvožďany, Hudčice et Koupě au nord, par Mišovice et Uzeničky à l'est, par Blatná et Bezdědovice au sud, par Chlum, Kocelovice et Hornosín au sud-ouest, et par Březí à l'ouest.

## Histoire
La première mention écrite du village date de 1243. La commune a le statut de ville depuis le 26 mars 2015.

## Transports
Par la route, Bělčice se trouve à 9 km de Blatná, à 34 km de Strakonice, à 93 km de České Budějovice et à 108 km de Prague.